# 70-й Венеційський кінофестиваль
Ювілейний 70-й Венеційський міжнародний кінофестиваль (італ. 70ª Mostra internazionale d'arte cinematografica di Venezia) проходить у Венеції з 28 серпня до 7 вересня 2013 року. Американський кінорежисер Вільям Фридкін був удостоєний почесної нагороди за життєвий внесок у розвиток світового кінематографа. Журі очолив класик італійського кінематографа Бернардо Бертолуччі. Раніше він був головою журі на 40-му кінофестивалі в 1983 році.
Огляд відкрився фантастичною кінострічкою «Гравітація» режисера Альфонсо Куарона з Сандрою Буллок та Джорджем Клуні в головних ролях. Фільмом закриття виступила бразильська документальна робота Тьєррі Рагоберта «Амазонія». Церемонії відкриття та закриття проводила італійська модель та акторка Ева Ріккобоно.

## Перебіг фестивалю
Уперше 2013 року конкурсною стала й традиційна програма «Венеційська класика», в якій глядачам демонструються класичні світові кінострічки. Членами журі були відібрані студенти різних італійських університетів. Секція відкриється відреставрованою стрічкою «Чаклун» Вільяма Фридкіна, який вважає її своєю найкращою роботою в кар'єрі. Пізніше Фридкіну буде вручено почесного «Золотого лева» за життєві досягнення у сфері кіномистецтва.
Усього на огляді було продемонстровано 3470 фільмів, серед яких 1534 повнометражних і 1936 короткометражних. Також цього року тут відбулися 52 світові прем'єри.
До позаконкурсної програми Венеційського кінофестивалю увійшов документальний фільм про український жіночий рух FEMEN — «Україна не бордель».

## Журі

### Основний конкурс
- Бернардо Бертолуччі, режисер ( Італія) — голова
- Андреа Арнольд, режисер та сценаристка ( Англія)
- Ренато Берта, оператор ( Швейцарія,  Франція)
- Керрі Фішер, акторка та письменниця ( США)
- Мартіна Гедек, акторка ( Німеччина)
- Цзян Вень, актор та режисер ( КНР)
- Пабло Ларрейн, режисер та сценарист ( Чилі)
- Вірджинія Ледоєн, акторка ( Франція)
- Рюїті Сакамото, композитор ( Японія)

| |  |  |  |  |  |
| Члени журі основної конкурсної програми, зліва направо: Бернардо Бертолуччі, Андреа Арнольд, Керрі Фішер, Мартіна Гедек, Віржіні Ледуаєн, Рюїті Сакамото |  |  |  |  |  |

### Програма «Горизонти»
- Пол Шредер, режисер ( США) — голова
- Катрін Корзіні, режисер та сценаристка ( Франція)
- Леонардо Ді Костанцо, режисер ( Італія)
- Фредерік Фонтейн, режисер ( Бельгія)
- Ксенія Раппопорт, акторка ( Росія)
- Амр Вейкд, актор ( Єгипет)
- Гольшіфте Фарахані, акторка ( Іран)

## Конкурсна програма
| Лауреат «Золотого лева» виділений окремим кольором. |

| Лауреат гран-прі журі виділений окремим кольором. |

### Основний конкурс
| Назва                                     | Оригінальна назва       | Режисер             | Країна                    |
| ----------------------------------------- | ----------------------- | ------------------- | ------------------------- |
| Ана Аравія                                | Ana Arabia              | Амос Гітай          | Ізраїль Франція           |
| Бродячі пси                               | Jiaoyou                 | Цай Мінлян          | КНР Франція               |
| Вітер дужчає (мультфільм)                 | 風 立ち ぬ              | Міядзакі Хаяо       | Японія                    |
| Пані жорстокість                          | Miss Violence           | Александрос Авранас | Греція                    |
| Джо                                       | Joe                     | Девід Гордон Грін   | США                       |
| Дитя боже                                 | Child of God            | Джеймс Франко       | США                       |
| Дружина поліцейського                     | Die Frau des Polizisten | Філіп Гренінг       | Німеччина                 |
| Дахи                                      | Es-Stouh                | Мерзак Аллуаш       | Алжир Франція             |
| Невідомий відомий (документальний)        | The Unknown Known       | Еррол Морріс        | США                       |
| Безстрашний                               | L'intrepido             | Джанні Амеліо       | Італія                    |
| Нічні рухи                                | Night Moves             | Келлі Райхардт      | США                       |
| Опинись у моїй шкірі                      | Under the Skin          | Джонатан Глейзер    | Велика Британія США       |
| Паркленд                                  | Parkland                | Пітер Ландесман     | США                       |
| Ревнощі                                   | La Jalousie             | Філіп Гаррель       | Франція                   |
| Священна римська окружна (документальний) | Sacro Gra               | Джанфранко Розі     | Італія                    |
| Теорема Зеро                              | The Zero Theorem        | Террі Гілліам       | Велика Британія США       |
| Том на фермі                              | Tom a la ferme          | Ксав'є Долан        | Канада Франція            |
| Стежки                                    | Tracks                  | Джон Каррен         | Велика Британія Австралія |
| Вулиця в Палермо                          | Via Castellana Bandiera | Емма Данте          | Італія Швейцарія Франція  |
| Філомена                                  | Philomena               | Стівен Фрірз        | Велика Британія           |

### Програма «Горизонти»
| Назва                               | Оригінальна назва         | Режисер                                 | Країна                 |
| ----------------------------------- | ------------------------- | --------------------------------------- | ---------------------- |
| Aningaaq                            | Aningaaq                  | Йонас Куарон                            | США                    |
| Minesh                              | Minesh                    | Шалін Сіркар                            | ПАР Німеччина Данія    |
| Балкон                              | Ballkoni                  | Лендіта Зек'їраж                        | Косово                 |
| Бланко                              | Blanco                    | Ігнасіо Гатіка                          | Аргентина              |
| За третім разом                     | Il terzo tempo            | Енріко Марія Артале                     | Італія                 |
| Вовчі діти                          | Wolfskinder               | Рік Остерманн                           | Німеччина              |
| Усі гарні речі                      | Toutes les belles choses  | Сесіль Біклер                           | Франція                |
| Будинки з маленькими вікнами        | Houses with Small Windows | Бьюлент Езтерк                          | Бельгія                |
| Залізна хватка                      | Cold Snap                 | Лео Вудхед                              | Нова Зеландія          |
| Життя після                         | La vida despues           | Давид Паблос                            | Мексика                |
| Застійна вода                       | Sishui                    | Ксявей Вонг                             | КНР                    |
| Курка                               | La gallina                | Манель Рага                             | Іспанія                |
| Куш                                 | Kush                      | Шубхашіш Бхутьяні                       | Індія                  |
| Мала Батьківщина                    | Piccola Patria            | Алессандро Россетті                     | Італія                 |
| Хлопчики зі Сходу                   | Eastern Boys              | Робен Кампійо                           | Франція                |
| Медея                               | Medeas                    | Андреа Паллаоро                         | США Італія             |
| Мене звати Ммм...                   | Je m'appelle Hmmm…        | Агнес Б.                                | Франція                |
| Молодший брат                       | Bauyr                     | Серік Апрімов                           | Казахстан              |
| Ми — найкращі!                      | Vi är bäst!               | Лукас Мудіссон                          | Швеція Данія           |
| Думки Калашникова                   | Un pensiero Kalasnikov    | Джорджіо Бозізе                         | Італія Велика Британія |
| Натюрморт                           | Still Life                | Уберто Пазоліні                         | Велика Британія Італія |
| Кілька дівчат                       | Algunas Chicas            | Сантьяго Палавечіно                     | Аргентина              |
| Пало-Альто                          | Palo Alto                 | Джіа Коппола                            | США                    |
| Перший сніг                         | La prima neve             | Андреа Сегре                            | Італія                 |
| Чому ти не граєш у пеклі?           | Jigoku de naze warui      | Сіон Соно                               | Японія                 |
| Проба                               | The Audition              | Міхаель Гауссман                        | Італія                 |
| Руїни                               | Ruin                      | Майкл Коді Амьель Куртен-Вілсон         | Австралія              |
| Риба та кішка                       | Mahi va gorben            | Шахрам Мокрі                            | Іран                   |
| Смерть єдинорога                    | Death for a Unicorn       | Ріккардо Бернасконі Франческа Ревердіто | Швейцарія              |
| Таїнство                            | The Sacrament             | Тай Вест                                | США                    |
| Те, що залишається (документальний) | Quello che resta          | Валерія Алльєві                         | Італія                 |

## Позаконкурсні покази
| Назва                                             | Оригінальна назва                           | Режисер                               | Країна                              |
| ------------------------------------------------- | ------------------------------------------- | ------------------------------------- | ----------------------------------- |
| Амазонія (фільм закриття)                         | Amazonia                                    | Тьєррі Рагобер                        | Франція Бразилія                    |
| Нескінченна одіссея капітана Харлока (мультфільм) | Space Pirate Captain Harlock                | Шінджі Арамакі                        | Японія                              |
| Валенса. Людина надії                             | Walesa. Czlowiek z nadziei                  | Анджей Вайда                          | Польща                              |
| Вовча яма 2                                       | Wolf Creek 2                                | Грег Маклін                           | Австралія                           |
| Голос Берлінгуер                                  | La voce di Berlinguer                       | Маріо Сесті Тео Теардо                | Італія                              |
| Гравітація (фільм відкриття)                      | Gravity                                     | Альфонсо Куарон                       | США                                 |
| Єдина Мінні                                       | Sole Minnie                                 | Пол Рудіша Аарон Спрінгер Клей Морроу | США                                 |
| Затамувавши подих                                 | Con il fiato sospeso                        | Костанца Кватрігліо                   | Італія                              |
| Спокута                                           | Redemption                                  | Мігел Гомеш                           | Португалія Франція Німеччина Італія |
| Каньйони                                          | The Canyons                                 | Пол Шредер                            | США                                 |
| Літо 82-го: коли Заппа прийшов на Сицилію         | Summer 82 when Zappa came to Sicily         | Сальво Куччіа                         | Італія США                          |
| Брехня Армстронга                                 | The Armstrong Lie                           | Алекс Гібні                           | США                                 |
| Локк                                              | Locke                                       | Стівен Найт                           | Велика Британія                     |
| Мебіус                                            | Moebius                                     | Кім Кі Дук                            | Південна Корея                      |
| Непробачений                                      | Yurusarezaru mono                           | Лі Сан Іль                            | Японія                              |
| Обіцянка                                          | Une Promesse                                | Патріс Леконт                         | Франція Бельгія                     |
| Від будинку до будинку — хроніка мрії             | Die Andere Heimat — Chronik Einer Sehnsucht | Едгар Райтц                           | Німеччина                           |
| Пайн-Рідж                                         | Pine Ridge                                  | Анна Еборн                            | Данія                               |
| Поки безумство не розлучить нас                   | Feng al                                     | Ван Бін                               | Гонконг Франція Японія              |
| У Берклі                                          | At Berkeley                                 | Фредерік Вайзман                      | США                                 |
| Україна не бордель                                | Україна не бордель                          | Кітті Грін                            | Австралія                           |
| Це дивне ім'я Федеріко                            | Che strano chiamarsi Federico               | Етторе Скола                          | Італія                              |

## Нагороди
- Золотий лев
  - «Священна римська кільцева» (документальний), реж. Джанфранко Розі (Італія)
- «Срібний лев» за найкращу режисуру
  - Александрос Авранас, «Пані жорстокість» (Греція)
- Гран-прі журі
  - «Бродячі собаки», реж. Цай Мінлян (Китайська Республіка, Франція)
- Спеціальний приз журі
  - «Дружина поліцейського», реж. Філіп Гренінг (Німеччина)
- Кубок Вольпі за найкращу чоловічу роль
  - Теміс Пану, «Пані жорстокість», реж. Александрос Авранас (Греція)
- Кубок Вольпі за найкращу жіночу роль
  - Олена Котта, «Вулиця в Палермо», реж. Емма Данте (Італія, Швейцарія, Франція)
- Найкращий сценарій
  - Стів Куган, Джефф Поуп, «Філомена», реж. Стівен Фрірз (Велика Британія)
- «Квір-лев»
  - «Філомена», реж. Стівен Фрірз (Велика Британія)
- Приз ФІПРЕССІ
  - «Том на фермі», реж. Ксав'є Долан (Канада, Франція)
- Приз імені Марчелло Мастроянні найкращому молодому актору
  - Тай Шерідан, «Джо», реж. Девід Гордон Грін (США)
- Почесний «Золотий лев» за життєві досягнення
  - Вільям Фрідкін, кінорежисер (США)
- Головний приз програми «Горизонти»
  - «Хлопчики зі Сходу», реж. Робен Кампійо (Франція)
- Гран-прі журі програми «Горизонти»
  - «Руїни», реж. Майкл Коді та Амьель Куртен-Вілсон (Австралія)
- Приз програми «Горизонти» за найкращу режисуру
  - Уберто Пазоліні, «Натюрморт» (Велика Британія, Італія)